# Стрелец (броненосная лодка)
«Стреле́ц» — российская броненосная башенная лодка (монитор) типа «Ураган».

## Постройка
Заложен 01.06.1863 (официальная дата закладки — 19.11.1863) в серии из 10 однобашенных мониторов, предназначенных для преодоления морального отставания сил Балтийского флота Российской империи от современных ему флотов сопредельных стран. Конструкция серии «Ураган» была разработана корабельным инженером Н. А. Арцеуловым и в целом базировалась на проекте САСШ Passaic с адаптацией ряда деталей к возможностям российских заводов. «Стрелец» принадлежал к подсерии из двух мониторов постройки предприятия Кудрявцева. Фактически «Стрелец» и «Единорог» целиком на
Галерном островке не строились, там изготавливались только корпуса, в то время как всё оборудование изготавливалось частным заводом Берда. В ходе постройки Морской технический комитет получил данные испытаний американского прототипа, согласно которым из-за установленной примерно на миделе башни наблюдался дифферент на корму. Поэтому на двух кораблях серии башня была смещена вперед, на остальных, включая «Стрелец», её расположение осталось неизменным, поскольку их строительство шло слишком быстро. Для снижения дифферента бронирование рулевой рубки уменьшено с 279,4 мм до 203,2 мм.

## Конструкция
Борт монитора возвышался над водой на высоту 0,46 метра. Вооружение состояло из двух орудий, размещавшихся, как и во многих мониторах эпохи, парно в башне системы Эриксона высотой 2,7 метра и внутренним диаметром 6,38 метра. Характерной деталью всех мониторов серии «Ураган» была приподнимающаяся гидравлическим прессом при повороте башня. Её тяжесть переносилась с палубного кольца на центральную колонну, опирающуюся на днищевый фундамент. После поворота башня опускалась. Время полного поворота паровым приводом мощностью 15 л. с. по результатам испытаний составляло от 35 до 105 секунд (без учёта времени подъёма). Башня цилиндрической формы была установлена на выемке, прикрытой железом. Подобная конструкция препятствовала появлению мусора под стенками башни, однако способствовала попаданию воды при заливании палубы. Бронирование стенок башни одиннадцатислойное, слои установлены со смещением, что усиливало стойкость брони. В крыше имелись два больших отверстия для улучшения обзора при наведении орудий, а также ряд вентиляционных отверстий диаметром 24,5 мм. Ходовая (лоцманская) рубка установлена на вершине орудийной башни, на центральной опорной колонне. Впоследствии при модернизации был построен отдельный мостик.

### Вооружение
Из-за неготовности к 1865 году 229-мм нарезных орудий корабль был с 1865 по 1867—68 годы вооружён гладкоствольными 229-мм орудиями Круппа. К 1869 году перевооружен более современными и эффективными 381-мм гладкоствольными орудиями системы Дальгрена производства Олонецких заводов (боезапас 50 зарядов и ядер), однако пришедшими в негодность к 1875 году. Были заменены в 1875 году 229-мм нарезными орудиями производства Обуховского завода образца 1867 года (боезапас по 150 выстрелов). После 1878 года вновь перевооружён, на этот раз — изменёнными 229-мм орудиями образца 1877 года.
Изначально монитор не имел никакой вспомогательной артиллерии. В 1890-х годах в ходе ремонтов на все мониторы типа «Ураган» были установлены четыре 47-мм и 37-мм револьверная пушки Гокчиса: три на крыше башни и ещё одно на мостике за дымовой трубой. Для защиты расчетов крышу башни обнесли бронированным фальшбортом. Минно-торпедное вооружение на корабле отсутствовало.

## Служба
После постройки «Стрелец» входил в состав Практической эскадры броненосных кораблей Балтийского флота под общим командованием вице-адмирала Г. И. Бутакова. С 10.05.1869 — переклассифицирован в монитор 2-го ранга. С 01.02.1892 снова переклассифицирован в броненосец береговой обороны. Использовался в учебных целях. В ходе неоднократных модернизаций получил отдельный ходовой мостик (компоновка мониторов Эриксона предполагала его наличие непосредственно на центральной колонне башни). В период с 1892 по 1900 годы к плаваниям не готовился из-за полного морального устаревания. В июне 1900 года вместе с остальными однотипными мониторами типа «Ураган» передан на разоружение и использование в качестве угольного блокшива. Однако в начале 1901 года был переоборудован в плавучую мастерскую № 1 Кронштадтского военного порта. В годы Первой мировой войны обеспечивал ремонт и эксплуатацию кораблей и судов Балтийского флота. По некоторым данным, плавмастерская принимала участие в событиях Февральской революции, однако степень участия неясна. В дальнейшем обеспечивал эксплуатацию кораблей Балтийского флота во время Зимней и Великой Отечественной войны. 15.02.1946 вошёл в состав Кронштадтской военно-морской крепости, а 24.12.1955 — Ленинградской военно-морской базы. Фактически с 1900 года корпус находится в Кронштадте.

### Музеефикация
В 2013 году плавмастерская была исключена из списков ВМФ и выставлена на торги в качестве металлолома. Однако покупателей на неё не нашлось, а факт наличия на плаву перестроенного монитора 1864 года постройки привлёк внимание СМИ и общественных деятелей. В 2015 году «Фонд поддержки, реконструкции и возрождения исторических судов и классических яхт» подготовил проект музеефикации судна совместно с ЦВММ. Были найдены деревянная модель корабля, а также ряд судовых и портовых документов. Депутат Законодательного собрания Санкт-Петербурга Анатолий Кривенченко обратился с письмом к министру обороны России С. К. Шойгу с просьбой дать разрешение на использование судна как музейного экспоната (до сих пор оно числилось на балансе Министерства обороны). Тем не менее вопрос забуксовал в связи с тем, что КМОЛЗ до сих пор использует судно по прямому назначению — в качестве плавмастерской. Однако идея музеефикации нашла определённую поддержку. Так, российская компания CardKit объявила о создании сборной модели мониторов «Стрелец» и «Единорог», при этом вырученные средства планируется потратить на восстановление «Стрельца».
В 2018 году появилась информация о создании тематического филиала парка «Патриот» в Кронштадте. В качестве одного из экспонатов было принято решение включить и броненосный корабль «Стрелец». По состоянию на 2019 год, ведутся работы по музеефикации корабля.

## Память
- Модель монитора в масштабе 1:12, выполненная в середине 1860-х годов в специальной мастерской Санкт-Петербургского порта, после того как Центральный военно-морской музей переехал из здания Адмиралтейства, хранилась в запасниках музея. Осенью 2019 года модель вернулась в экспозицию музея[16].
- Монитор типа «Стрелец» изображен на акварели Василия Игнациуса.

## Командиры
- 26.08.1863 — 23.05.1866  — капитан-лейтенант князь Ухтомский, Леонид Алексеевич
- 23.05.1866 — хх.хх.1868 — капитан-лейтенант Попов, Василий Иванович
- хх.хх.хххх — 01.01.1870 — капитан-лейтенант Лазарев, Михаил Михайлович
- 01.01.1870 — хх.хх.1882[17] — капитан-лейтенант (затем капитан 2-го ранга, с 01.01.1878 капитан 1-го ранга) Повалишин, Иван Фёдорович
- 30.08.1882 — 20.10.1887 — капитан 2-го ранга Воейков, Алексей Фёдорович
- хх.хх.1891 — хх.хх.1893 — капитан 2-го ранга Иениш, Николай Христианович
- хх.хх.1894 — хх.хх.1894 — капитан 2-го ранга Зацарённый, Василий Максимович
- 07.11.1894 — 29.03.1899 — капитан 2-го ранга Озерецкий, Илья Николаевич
- 29.03.1899 — хх.хх.1899 — капитан 2-го ранга Серебренников, Пётр Иосифович
- хх.хх.1899 — хх.хх.1900 — капитан 2-го ранга Коссович, Иосиф Васильевич
- 13.03.1900 — хх.хх.1900 — капитан 2-го ранга Вирен, Роберт Николаевич

### Другие офицеры
- Коссович, Иосиф Васильевич — старший офицер, 1890 год.